# Аксаево
Аксаево (мар. Аксай) — село в Горномарийском районе Марий Эл Российской Федерации. Входит в состав Троицко-Посадского сельского поселения.
Численность населения — 129 чел. (2014 год).

## Этимология
Название происходит от имени тюркского происхождения Аксай.

## География
Располагается в 8 км от административного центра сельского поселения — села Троицкий Посад, на левом берегу реки Малая Юнга, между деревнями Чекеево и Малая Юнга.

## История
Впервые упоминается в 1795 году. В списках населённых мест Казанской губернии 1859 года упоминается под названием околодок «Аксаев».

## Население
| 1859 | 2002 | 2010 | 2013 | 2014 |
| ---- | ---- | ---- | ---- | ---- |
| 187  | ↘101 | ↘100 | ↗128 | ↗129 |